# Аниш (град)
Аниш (фр. Aniche) насеље је и општина у североисточној Француској у региону Север-Па д Кале, у департману Север која припада префектури Дуе.
По подацима из 2011. године у општини је живело 10.509 становника, а густина насељености је износила 1611,81 становника/km². Општина се простире на површини од 6,52 km². Налази се на средњој надморској висини од 65 метара (максималној 71 m, а минималној 26 m).

## Демографија
| 1962. | 1968.  | 1975. | 1982. | 1990. | 1999. | 2011.  |
| ----- | ------ | ----- | ----- | ----- | ----- | ------ |
| 9.961 | 10.190 | 9.690 | 9.533 | 9.672 | 9.768 | 10.509 |

График промене броја становника у току последњих година